# Rodolfo Dorador Pérez Gavilán
Rodolfo Dorador Pérez Gavilán (Victoria de Durango, Durango, 13 de febrero de 1969). Es un político mexicano, abogado egresado de la Universidad Juárez del Estado de Durango (UJED), con maestría en Derecho Administrativo por la Universidad Panamericana, miembro del Partido Acción Nacional donde milita desde el año de 1987.
Rodolfo Dorador ha tenido diversos cargos dentro del Partido Acción Nacional en todos sus distintos niveles, así como cargos de elección popular que lo han llevado a formar parte de la LVIII Legislatura y LXII Legislatura del Congreso de la Unión de México además de haber sido Senador durante las LX y LXI Legislaturas del Senado de la República.

## Dentro del Partido Acción Nacional
Ha militado dentro del Partido desde el año de 1987. Fue Asesor del grupo parlamentario del Partido Acción Nacional en la Cámara de Diputados durante la LVI Legislatura (1994 - 1997).
Durante el periodo 1998 y 1999 fue Secretario de Organización del Comité Directivo Estatal del Partido Acción Nacional. A fungido como Presidente de la Comisión de Orden del Consejo Estatal del Partido Acción Nacional en Durango durante el periodo 2000 a 2004 además de ser Consejero Estatal del Partido Acción Nacional (2001 - 2004) e integrante del Comité Directivo Municipal del Partido Acción Nacional durante los años 2002 a 2005.
En el año 2010 forma parte del equipo del senador Gustavo Madero Muñoz en la campaña al Comité Directivo Nacional donde realizó actividades como Coordinador General de Campaña. Ha sido Secretario General Adjunto de Elecciones Nacionales durante los años 2010 a 2011 así como Consejero Nacional en el periodo 2010 a 2012.

## Cargos de elección popular
Fue diputado federal en la LVIII Legislatura de 2000 a 2003 en representación del V Distrito Electoral Federal de Durango desempeñándose como Secretario de la Mesa Directiva durante el Segundo año (1 de septiembre de 2001 a 31 de agosto de 2002) y durante el Tercer año en su primer (1 de septiembre de 2002 a 14 de marzo de 2003) y segundo periodo legislativo (15 de marzo de 2003 a 31 de agosto de 2003).
Rodolfo Dorador fue Senador durante la LX y LXI Legislaturas del Senado de la República  (2006 - 2012) desempeñando el cargo de Presidente de la Comisión de Asuntos Fronterizos Zona Norte. Secretario de la Mesa Directiva y de las comisiones Jurisdiccional; Primera Comisión de Trabajo; y, Relaciones Exteriores, Organismos Internacionales. Integrante de las comisiones de Gobernación; Medio Ambiente, Recursos Naturales y Pesca; Relaciones Exteriores; Puntos Constitucionales; y, Relaciones Exteriores, América del Norte.
Además fue nuevamente diputado federal por la vía plurinominal por el Estado de Durango en la LXII Legislatura del Congreso de la Unión de México (2012 - 2015) presidiendo la Comisión Ordinaria de Turismo e integrante de las comisiones ordinarias de Infraestructura; Radio y Televisión.
Fue dos veces candidato a Presidente Municipal de Victoria de Durango. La primera ocasión en año 2004 y en la segunda ocasión en el año 2010 en alianza con el Partido de la Revolución Democrática y Convergencia (partido político) partido que actualmente lleva el nombre de Movimiento Ciudadano (partido político).

## Cargos en la Administración Pública Federal
Durante el año 2004 y hasta el 2005 fue el Coordinador de Agenda del Presidente Vicente Fox Quezada. En el año 2005 fue Delegado del Instituto Mexicano del Seguro Social, cargo que ocupó hasta el año 2006.